# Catherine Siachoque
María Alexandra Catherine Siachoque Gaete (Bogotá, 21 de janeiro de 1972) é uma atriz colombiana, reconhecida por suas interpretações nas telenovelas, principalmente da Telemundo.

## Carreira
Siachoque teve vários papéis em novelas desde seu início na Colômbia, estrelando Las Juanas da RCN, Sobrevivir De Colombiana da TV, La Sombra Del Deseo da TV Caracol ao lado de Amparo Grisales e Omar Fierro, produções que lhe renderam prêmios de atriz revelação e revelação do ano. 
Após o sucesso em Amantes del desierto, ela assina seu contrato de exclusividade com a Telemundo e participa de La venganza, Te voy a enseñar a querer, Tierra de pasiones e Pecados ajenos, onde atua como a principal vilã das histórias. 
Em 2008 conseguiu o papel de co-estrela de Dona Hilda Santana na novela Sin senos no hay paraíso, atuando com Carmen Villalobos, Fabián Ríos e María Fernanda Yépes. 
Em 2010 ela retorna como vilã, interpretando a Cecília Altamira em ¿Dónde está Elisa?, atuando com Sonya Smith, Gabriel Porras, Jorge Luis Pila e Roberto Mateos.
Em 2011 interpretou "Ignacia Conde" co-estrelando em La casa de al lado junto de atores com quem já havia trabalhado como Maritza Rodríguez, Gabriel Porras, David Chocarro , Ximena Duque e Daniel Lugo e novamente com seu marido Miguel Varoni .
Em 2014 retornou às novelas depois de 3 anos, interpretando Estefanía Hidalgo, a principal vilã de Reina de corazones, atuando com Paola Nuñez, Eugenio Siller e Juan Soler.
Em 2016 retornou como protagonista da saga Sin senos sí hay paraíso, junto com Fabián Ríos e Carolina Gaitán.

## Filmografia

### Televisão
| Ano       | Título                    | Personagem                                            | Notas                      |
| --------- | ------------------------- | ----------------------------------------------------- | -------------------------- |
| 1995      | Sobrevivir                | Perla Luna Echanoff                                   | Protagonista               |
| 1995-1996 | La sombra del deseo       | Lorena Núñez                                          | Antagonista                |
| 1997      | Las Juanas                | Juana Caridad Galante / Salguero                      | Protagonista               |
| 1998      | La sombra del arco iris   | Silvia Stella Graniani                                | Antagonista                |
| 1998-1999 | Tan cerca y tan lejos     | Laura                                                 | Antagonista                |
| 1999-2000 | La guerra de las Rosas    | Rosa Emilia Carrillo                                  | Protagonista Antagonista   |
| 2001      | Amantes del desierto      | Micaela Arredondo Fernández                           | Protagonista               |
| 2002-2003 | La venganza               | Grazia Fontana Visso                                  | Antagonista                |
| 2004-2005 | Te voy a enseñar a querer | Déborah Buenrostro de Gallardo                        | Antagonista                |
| 2005      | Decisiones VIP            | Gabriela Valencia/ Mariana Valencia                   | Ep: todo queda en familia" |
| 2006      | Tierra de pasiones        | Marcia Hernández Piñeiros de Contreras / de Arismendi | Antagonista                |
| 2007      | Decisiones                | Alma Maya                                             | Ep: Marcada para siempre"  |
| 2007-2008 | Pecados ajenos            | Inés Vallejo de Mercenacio                            | Antagonista                |
| 2008-2009 | Sin senos no hay paraíso  | Hilda "Doña Hilda" Santana Flores de Marín            | Protagonista               |
| 2010      | ¿Dónde está Elisa?        | Cecilia Altamira de Cáceres                           | Antagonista                |
| 2011-2012 | La casa de al lado        | Ignacia Conde Spencer de Acosta / de Ibáñez           | Antagonista                |
| 2014      | Reina de corazones        | Estefanía Pérez de Hidalgo / de Bolívar               | Antagonista                |
| 2016-2018 | Sin senos si hay paraíso  | Hilda "Doña Hilda" Santana Flores de Marín            | Protagonista               |
| 2017      | La fan                    | Isabel Pinzón "La Directora"                          | Participação Especial      |
| 2019      | El final del paraíso      | Hilda "Doña Hilda" Santana Flores de Marín            | Protagonista               |
| 2022      | Oscuro deseo              | Lys Antoine                                           | Antagonista; 2 Temporada   |
| 2022      | Mujeres asesinas          | Blanca Postales                                       | "Ep: las bodas de plata"3  |
| 2024      | Consuelo                  | Olga Pontón de Acevedo                                | Antagonista                |
| 2024      | Secretos de villanas      | Ella misma                                            |                            |
| 2024      | La mujer de mi vida       | Marcela Jiménez Mello                                 | Antagonista                |
| 2025      | Amanecer                  | Amapola                                               | Antagonista                |